# L'Égaré II
 (juillet 2024).

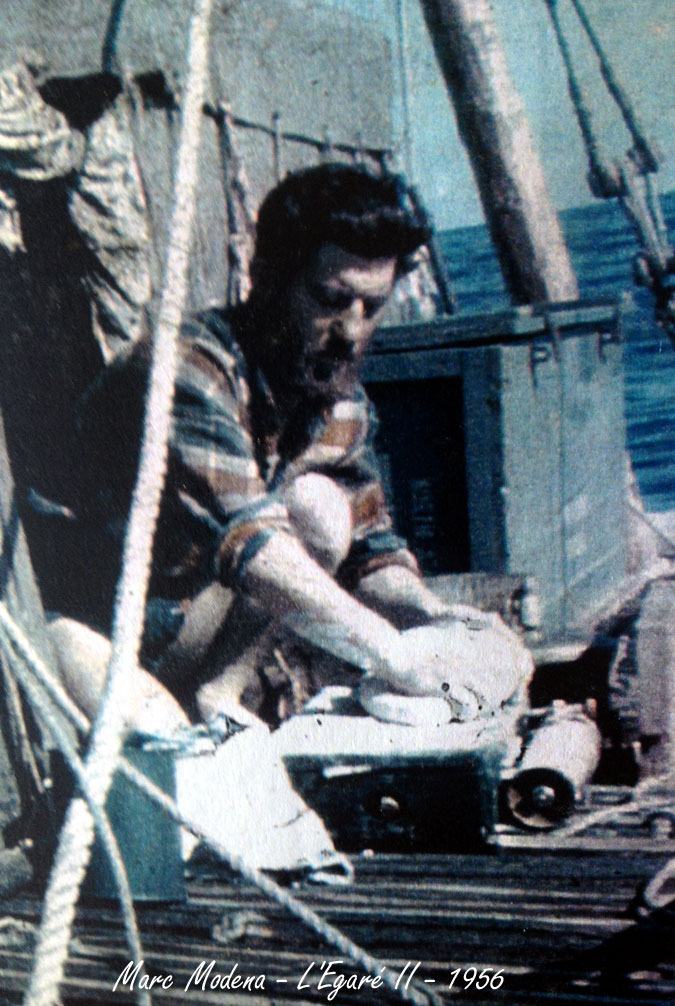
Marc Modena fabrique du pain à bord de L'Égaré II.

L'Égaré II est le radeau utilisé par un équipage français en 1956 pour traverser l'océan Atlantique. L'expédition, dirigée par Henri Beaudout, partit d'Halifax, en Nouvelle-Écosse, et arriva 88 jours plus tard à Falmouth, en Angleterre.

## Projet
Henri Beaudout, originaire de Limoges, France, a émigré à Montréal, Canada, en 1952. Afin d'éviter de s'attarder sur des souvenirs douloureux de la guerre, Beaudout a eu l'idée de fonder un club d'explorateurs. Comme l’océan Atlantique avait déjà été traversé par des bateaux, il savait qu’un tel voyage devait être unique. Après trois années d'étude des vents dominants, des courants et des conditions météorologiques de l'Atlantique Nord, il conclut qu'une traversée d'ouest en est serait possible, notamment en utilisant l'extension nord du Gulf Stream connue sous le nom de dérive de l'Atlantique Nord. Il a finalement décidé d'utiliser un radeau.

## Première tentative
En 1955, Henri Beaudout a constitué un petit équipage de deux personnes pour tenter de traverser l'océan Atlantique en radeau. Partant de Longueuil (en face de Montréal) et empruntant la Voie maritime du Saint-Laurent, l'expédition s'est terminée après 66 jours lorsque le radeau, L'Égaré I, pris dans les restes de l'ouragan « Connie », s'est échoué contre le rocher sur le littoral de Terre-Neuve, au Canada.

## Nouvelle tentative
En voyageant en Nouvelle-Écosse en décembre 1955, Beaudout a pu obtenir un site pour construire le radeau auprès de John Patterson, le surintendant en chef de la Halifax Shipyard Co., Ltd. De retour à Halifax en mars 1956, l'équipage commença la construction du radeau dans un chantier maritime de Dartmouth et ont pu se procurer auprès d'un marchand de bois local neuf bûches de cèdre rouge séchées, de dix-huit pouces de diamètre. Une fois construit, le radeau mesurait 30 × 17 pieds, assemblé à l'aide d'une corde en manille et recouvert de poutres transversales. La corde était fraisée pour éviter les frottements. Pas un clou n’a été utilisé dans la construction du radeau. Une cabane recouverte de toile a été construite au sommet mesurant 10 × 6 pieds. Un mât mesurait 27 pieds de haut, sur lequel était attachée une voile en toile de 19 × 14 pieds.
Pour couvrir les coûts de construction et d'approvisionnement du radeau (environ 5 000 $ CA), les membres de l'équipage ont mis leurs fonds en commun. Ils ont obtenu un émetteur radio, des cartes de navigation, un anémomètre, un baromètre, une montre, un sextant, du matériel de photographie et de film 16 mm. Pour éviter le risque de manquer d'eau potable, ils ont acheté cent boîtes de conserves, qui ont été remplies et scellées dans une usine de mélasse locale avec de l'eau stérilisée dans une laiterie d'Halifax.

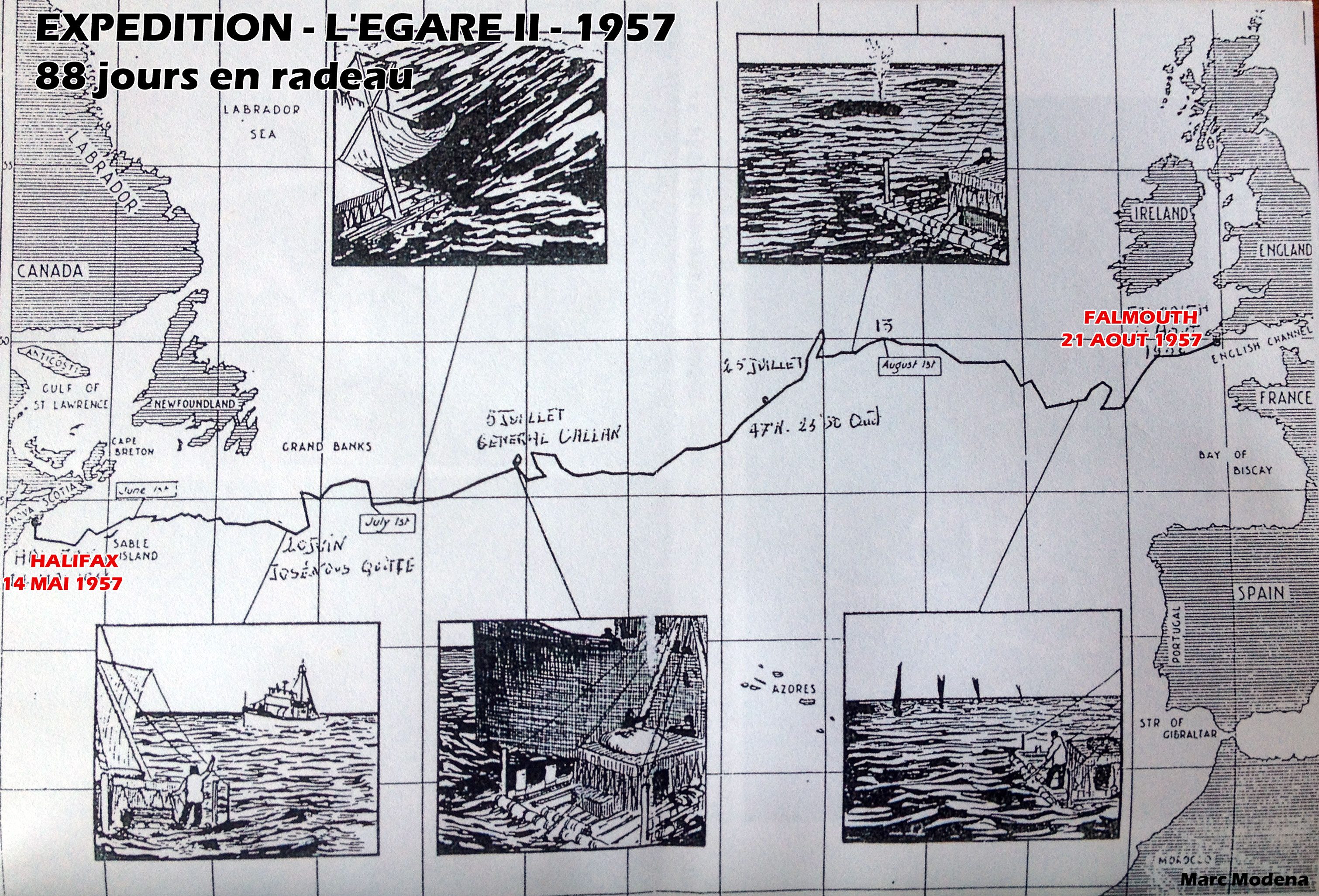
Trajet de L'Égaré II (nb : année fausse).

Début avril, l'équipage rencontre Rose-Marie Comeau, bilingue anglais et français, elle devient secrétaire officielle et traductrice de l'expédition L'Égaré II. Elle a joué un rôle déterminant en aidant l'équipage à obtenir des fournitures au-delà du chantier naval et en l'aidant à communiquer avec les médias locaux. Elle fut finalement choisie pour baptiser le radeau.
Henri Beaudout commence bientôt à planifier et préparer une deuxième tentative. Il a décidé de choisir Halifax, en Nouvelle-Écosse, comme point de départ. Il forme une équipe qui comprend Gaston Vanackere, qui avait navigué lors du premier voyage, et Marc Modena, qui, ayant entendu parler du voyage et du sort de L'Égaré I, se porte volontaire pour le deuxième voyage. Henri Beaudout a tenu le rôle de skipper et navigateur, Gaston Vanackere celui de photographe et directeur de la photographie et Marc Modena, opérateur radio et cuisinier.
Le 24 mai 1956, l'équipage largue les amarres. Après avoir traversé l'océan Atlantique entre 45 et 50° de latitude nord, l'équipage atteint Falmouth, en Angleterre, le 21 août 1956.